# Convenzioni sui profughi

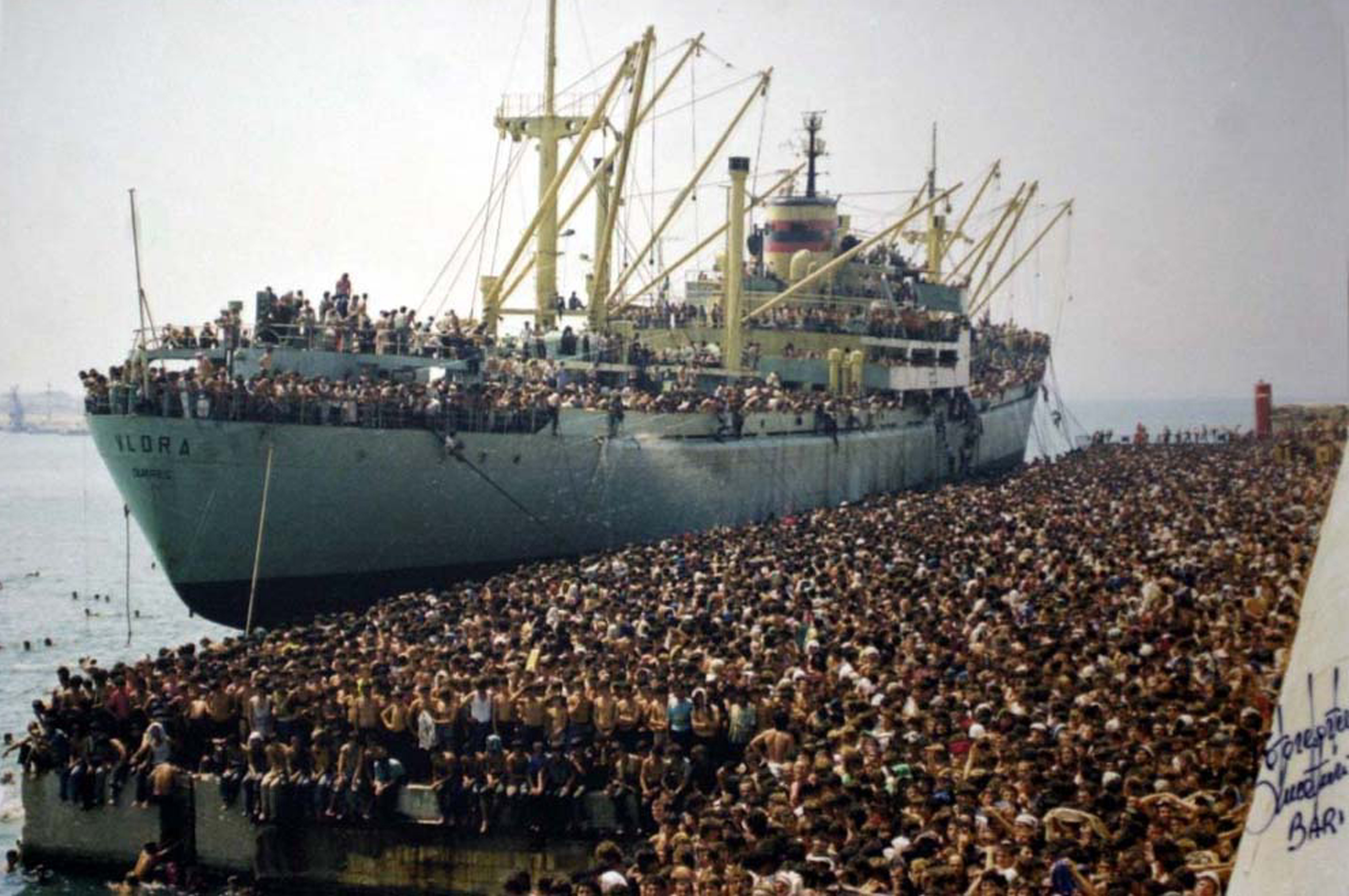
Profughi della nave Vlora in banchina a Bari l'8 agosto 1991.

Nel diritto internazionale esistono ancora gravi lacune riguardanti il tema dei rifugiati e lo svolgimento delle procedure da attuare nei casi di domanda di asilo e di protezione internazionale. Si tratta di una problematica sempre più viva e pressante che coinvolge tutti i paesi del mondo, in particolar modo quelli dell’Unione europea che sono da sempre interessati dai maggiori flussi di migrazione.
Una prima consapevolezza si è presa dopo la seconda guerra mondiale e da quel momento in tutti gli Stati membri si sono avviate procedure ben organizzate e sicure a favore sia dei profughi che degli Stati stessi. Allo stesso tempo sono state approvate convenzioni che hanno reso possibile disciplinare meglio la materia in esame.

## Dichiarazione universale dei diritti dell’uomo[1]
La Dichiarazione universale dei diritti dell’uomo fu firmata a Parigi il 10 dicembre 1948 da tutti gli Stati membri delle Nazioni Unite con lo scopo di mettere in luce, per la prima volta, i diritti della singola persona.
In particolare, si prende in esame l’articolo 14, composto da due commi, nel quale si specificano le caratteristiche e i limiti per determinare la richiesta di asilo: 
- “Ogni individuo ha il diritto di godere e cercare asilo in altri paesi a causa di persecuzioni.”
- “Questo diritto non potrà essere invocato qualora l'individuo sia realmente ricercato per reati non politici o per azioni contrarie ai fini e ai principi delle Nazioni Unite.”

## Convenzione di Ginevra del 1951 sui rifugiati[2]
Tra le convenzioni e accordi internazionali delle Nazioni Unite che sono state firmate a Ginevra vi è la cosiddetta Convenzione relativa allo statuto dei rifugiati o Convenzione di Ginevra del 1951 sui rifugiati.
Conclusa a Ginevra il 28 luglio 1951, la Convenzione fu approvata dall’Assemblea federale il 14 dicembre 1954.
Con tale Convenzione, gli Stati si assunsero le responsabilità derivanti dal problema dei rifugiati e si impegnarono ad evitare divenisse causa di tensioni fra di essi. Nei 46 articoli che la formano vengono esplicitate le caratteristiche per la definizione del termine rifugiato, gli obblighi e i diritti dei rifugiati nell’ordine:
- Disposizioni generali
- Condizione giuridica
- Attività lavorativa lucrativa
- Benessere sociale e le condizioni di vita
- Provvedimenti amministrativi

L’organo che si occupa di vigilare sull’applicazione delle Convenzioni internazionali per la protezione dei rifugiati è l’Alto commissariato delle Nazioni Unite (UNHCR).

## Dichiarazione del Cairo sulla protezione dei rifugiati e profughi nel mondo arabo
La Dichiarazione fu firmata a Il Cairo nel 1992 da un gruppo di esperti di varie nazionalità che si riunirono per un seminario condotto dall’Istituto internazionale di diritto umanitario in collaborazione con la facoltà di giurisprudenza dell’Università del Cairo e l’UNHCR.
La tavola rotonda riconobbe la necessità di un nuovo approccio più umanitario per la soluzione dei problemi dei rifugiati e dei profughi.
La dichiarazione è suddivisa in undici articoli:
- Articolo 1: si riafferma il diritto di ogni persona di muoversi liberamente all’interno del proprio paese, di lasciarlo per un altro e di ritornarvi quando lo desidera.
- Articolo 2: si vieta l’espulsione di un rifugiato verso un paese nel quale la sua vita e la sua libertà possano essere messi a rischio.
- Articolo 3: la concessione di asilo non deve essere vista come un atto non amichevole verso un altro Stato.
- Articolo 4: si auspica che gli Stati arabi che ancora non abbiano aderito alla Convenzione di Ginevra del 1951 e al protocollo del 1967 riguardante lo status di rifugiato provvedano al più presto.
- Articolo 5: i rifugiati sono comunque protetti, anche se non esiste una normativa completa ed efficiente.
- Articolo 6: in attesa di un’elaborazione di una Convenzione araba che ne determini le specifiche modalità, gli Stati arabi devono adottare un ampio concetto di status di profugo e rifugiato oltre che a provvedere allo standard del loro trattamento stabilito dai diritti umani delle Nazioni Unite.
- Articolo 7: si auspica che gli Stati si impegnino sempre con costanza per arrivare alla stipulazione di una Convenzione araba che determini nello specifico le modalità del tema dei profughi.
- Articolo 8: si chiede che ogni Stato membro della Lega degli Stati arabi fornisca al Segretariato della stessa le informazioni e i dati statistici riguardanti la condizione dei rifugiati e dei profughi nei propri territori, il livello di applicazione degli strumenti internazionali per la protezione dei profughi e tutta la legislazione (decreti e anche regolamenti) in vigore.
- Articolo 9: si assicura protezione internazionale ai rifugiati palestinesi.
- Articolo 10: si sottolinea la necessità di adottare una speciale protezione a donne e bambini che costituiscono la più grande categoria dei rifugiati e profughi oltre che quella più esposta a sofferenze.
- Articolo 11: emerge la necessità di una più grande diffusione del diritto dei rifugiati con la conseguente consapevolezza che dovrebbe svilupparsi nel mondo arabo.

## Dichiarazione di principio sulla protezione dei rifugiati
Nel 1989 gli Stati, preoccupati per la grave situazione dovuta dall’alto numero di rifugiati e profughi e in mancanza di una completa legislazione sullo status e per la protezione dei rifugiati e dei richiedenti asilo, hanno partecipato ad una tavola rotonda.
Da tale incontro fu firmata la Dichiarazione di principio, la quale sanciva: “Nelle situazioni non completate dai vigenti accordi internazionali sullo status e sulla protezione dei rifugiati, le persone richiedenti asilo e i profughi restano comunque sotto la protezione dei principi generali del diritto internazionale, derivanti dalla tradizione consolidata, dai principi di umanità e dei diritti umani fondamentali, oltre che dai dettati della coscienza pubblica.”

## Dichiarazione di Manila sulla protezione internazionale dei rifugiati e dei profughi in Asia
Nel 1980 si tenne una tavola rotonda, con la partecipazione dell’UNHCR, dell’Università delle Filippine e dell’Istituto internazionale di diritto umanitario, nel quale si presero in esame i problemi riguardanti la protezione dei profughi: “Ogni persona ha diritto di godere dei diritti umani e delle libertà senza discriminazioni, evidenziando il carattere umanitario dei principi inerenti alla protezione dei rifugiati e dei profughi.”
Emerse l’esigenza di rafforzare le attività dell’UNHCR che promuovevano il rispetto dei principi fondamentali dei profughi e la necessità di diffondere il diritto internazionale dei rifugiati. Si faceva appello agli Stati asiatici affinché continuassero a sostenere l’UNHCR nello svolgimento della sua a attività e venissero riconosciuti i doveri del rifugiato all’interno dello Stato ospitante, come per esempio quello di conformarsi alle sue leggi e alle regole imposte per il mantenimento dell’ordine pubblico. Inoltre, si assicurava che le persone richiedenti asilo non sarebbero state sottoposte a giudizio o pena per il loro ingresso nel paese.

## Iniziative dell'Unione europea per affrontare la problematica dei rifugiati

Rifugiati siriani e iracheni arrivati a Lesbo, in Grecia.

Dagli anni successivi al secondo conflitto mondiale si sono registrati grandi afflussi di migranti negli Stati dell’UE.
Tali flussi hanno causato incertezze non solo nella gestione e nel controllo delle persone, ma anche all’interno e all’esterno dei paesi ospitanti e di origine, che devono farsi carico dei problemi di controllo alle frontiere, dei sistemi di accoglienza e delle eventuali domande di asilo e protezione.
Molti di questi episodi si sono anche trasformati in tragedie nel quale molti hanno perso la vita. Per questo motivo, l’UE a partire dal maggio del 2015 con l’Agenda europea si è adoperata con nuove iniziative per la gestione delle frontiere, la protezione e il controllo dell’immigrazione irregolare. Da questo momento viene fatta una differenziazione tra i migranti che giungono in Europa: migranti economici e richiedenti asilo. La differenza è fondamentale per il tipo di approccio normativo che si deve tenere dato che diverse risultano anche le loro esigenze e problematiche. Tuttavia l’attuazione delle normative vigenti ha incontrato delle difficoltà: gli Stati hanno spesso respinto indiscriminatamente i migranti alzando muri e fili spinati. Ciò nonostante nel 2015 e nel 2016 l’UE destinò risorse finanziarie agli Stati membri per affrontare la crisi dei rifugiati in un’ottica di solidarietà. Inoltre, con la decisione 2016/253 l’UE attribuì lo “strumento di flessibilità”: si tratta di nuovi importi destinati agli Stati per sostenere le misure stabilite nel settore della migrazione e dei rifugiati per un totale di 1,5 miliardi di euro.

### Il metodo “hotspot”[4]
Il termine hotspot indica le “zone di crisi”, ossia quelle aree situate esternamente alle frontiere dell’UE che sono interessate da uno sproporzionato flusso migratorio. In questi punti, i funzionari nazionali sono affiancati da “squadre di sostegno per la gestione della migrazione”, a loro volta composte da personale proveniente da varie Agenzie dell’UE.
Nello specifico si tratta:
- dell’Agenzia europea per la gestione della cooperazione operativa alle frontiere esterne degli Stati membri UE (Frontex) che ha il compito di registrare i migranti in arrivo, rilevare le loro impronte digitali, interrogarli per comprendere le loro motivazioni, le rotte percorse e applicare lo screening per il loro smistamento;
- dell’Ufficio europeo di sostegno per l’asilo (EASO) che collabora nelle procedure per il riconoscimento di protezione, di asilo e di ricollocazione;
- dell’Ufficio europeo di polizia (Europol) che investiga sulle reti e le tratte dei traffici di migranti.

La valutazione per la definizione di tale termine spetta allo Stato membro interessato che si deve rivolgere alla Commissione europea per un’analisi. Nell’eventualità che ci si trovi in una situazione critica, se lo Stato non fa richiesta alla Commissione, quest’ultima può solo proporre di avviare il procedimento di valutazione. In ogni caso, la decisione di creare un hotspot è solo temporanea, fino al momento in cui non cessa il carattere sproporzionato della pressione migratoria. La gestione dei Centri di accoglienza rimane sempre di competenza degli Stati ospitati, responsabili direttamente del rispetto dei diritti dei migranti e devono perciò assicurare un efficiente trattamento. Nel 2015 furono previsti hotspot in Italia e in Grecia. In particolare, in Italia presso:
- Lampedusa
- Pozzallo
- Porto Empedocle
- Augusta
- Taranto
- Trapani

Mentre in Grecia sono stati istituiti hotspot sulle isole di:
- Lesbo
- Chio
- Samo
- Lero
- Kos

Non è detto che il metodo costituisca sempre una soluzione efficace: da una simulazione del 2015 emerse che nel caso in cui nel 2016 si fossero presentati gli stessi numeri di arrivi dell’anno precedente, i centri in Italia sarebbero stati in grado di sostenere l’afflusso solo se la permanenza delle persone nelle strutture fosse stata di sole 24 ore, mentre in quelli greci si sarebbe verificata un’emergenza umanitaria già nel luglio 2016.
Inoltre in molti hotspot funzionanti si registrarono registrati errori e violazioni riguardanti il diritto di informazione dei migranti, le condizioni di accoglienza e lo smistamento in fase di pre-identificazione, ritardi nelle presentazioni delle domande di protezione e forme di trattenimento.

### Il Resettlement e l'ammissione umanitaria
Nel 2015 il governo italiano avviò un programma di concessione di visti a circa un migliaio di profughi provenienti da Siria, Marocco ed Etiopia.
La raccomandazione dell’UE 2015/914 metteva in luce due particolari procedimenti di ingresso: il reinserimento e l’ammissione umanitaria.
Il primo venne definito nella raccomandazione dell'UE 2015/914 come: “il trasferimento di singoli profughi con evidente bisogno di protezione internazionale, effettuato su richiesta dell’Alto commissariato delle Nazioni Unite per i rifugiati, da un paese terzo in uno Stato membro consenziente con finalità di proteggerli dal respingimento e di riconoscere loro il diritto di soggiorno e tutti gli altri diritti analoghi a quelli riconosciuti ai beneficiari di protezione internazionale.”
Si trattava di una procedura che si rivolgeva direttamente ai richiedenti asilo presenti sul territorio degli Stati membri e aveva lo scopo di trasferire nei paesi dell’UE persone che avevano evidentemente bisogno di protezione.
La Commissione europea chiese agli Stati membri il reinsendiamento di 20000 persone bisognose (successivamente arrivate a 22504) nell’arco di due anni e provenienti da paesi prioritari: Paesi del Nordafrica, del Medio Oriente, e del Corno d'Africa.
A tale merito, nel 2007 con il programma comune di reinserimento del 2012 si era previsto di portare risorse sul Fondo europeo per i rifugiati (FER) per sostenere programmi di reinserimento da parte degli Stati.
Ciò fu poi confermato nel regolamento 516/2014 con l’istituzione di un nuovo fondo: il Fondo asilo, migrazione e integrazione (FAMI) che prevedeva sia il sostegno finanziario a tutte le azioni relative ai reinserimenti dei cittadini provenienti da paesi terzi, sia l’offerta di un contributo agli Stati a seconda della provenienza e della condizione del beneficiario.
Secondo la raccomandazione del 2015/914 agli Stati che avessero deciso di aderire al programma sarebbe stato assegnato un sostegno finanziario di circa 50 milioni di euro da parte del FAMI per il periodo 2015-2016.
Una volta avviato il procedimento di ammissione si passò al riconoscimento dello stato di protezione internazionale e poi alla garanzia dei diritti derivanti dallo status di protezione attribuito ai singoli candidati.
Quest’ultimi hanno anche il diritto di ricevere le informazioni sui loro diritti e obblighi prima del loro trasferimento in uno degli Stati membri.
Nel secondo caso, si trattava invece di un programma gestito con la Turchia a favore degli sfollati siriani.
Il termine ammissione umanitaria voleva designare il “processo accelerato in cui gli Stati partecipanti, sulla base di una raccomandazione dell’UNHCR a seguito di una richiesta della Turchia, ammettono persone bisognose di protezione internazionale sfollate a causa del conflitto in Siria che sono state registrate dalla autorità turche prima del 29 novembre 2015.”, come citato nella raccomandazione UE 2015/914.
Si trattava di un’iniziativa solidale cosicché si potessero alleviare gli oneri gravanti sulla Turchia a causa della presenza di oltre due milioni di sfollati provenienti dalla Siria. Il programma ha sempre carattere volontario, come il resettlement, e come esso avrebbe dovuto concludersi nel minor tempo possibile e non oltre sei mesi.
In realtà hanno avuto un processo molto a rilento: alla fine del 2015 si è registrato l’effettivo spostamento di 3.358 reinsediati, una cifra molto inferiore rispetto a quella prevista.
Inoltre, il fatto di considerare beneficiari solo gli sfollati dalla Siria, da una parte permetteva di mettere dei paletti per evitare che appaia come un incentivo di ingresso nell’UE, ma d’altra parte sfavorì altri richiedenti asilo presenti in Turchia, come gli afgani e gli iracheni.

### Gli elenchi europei dei Paesi d'origine sicuri
Per paesi d'origine sicuri si intende quelli considerati idonei ad assicurare la tutela dei diritti dei cittadini. Tale terminologia viene impiegata nel diritto UE per poter dichiarare velocemente inammissibili le domande di protezione presentate. L’allegato I alla direttiva 2013/32 definiva POS (Paesi di origine sicuri) quelli nel quale “sulla base dello status giuridico si può dimostrare che non ci sono generalmente e costantemente persecuzioni quali definite nell’articolo 9 della direttiva 2011/95/UE, né tortura, o altre forme di pena o trattamento disumano o degradante, né pericolo a causa di violenza indiscriminata in situazioni di conflitto armano interno o internazionale.” Ne consegue che le domande presentate dai richiedenti saranno considerate infondate e ciò inciderà sull’esame della domanda di asilo.
La vecchia direttiva “procedure” attribuiva al Consiglio europeo la competenza di stipulare un elenco comune di POS, permettendo però agli Stati di mantenere in contemporanea proprie liste.
La Commissione, con l’articolo 4 della proposta prevedeva di considerare POS: Albania, Bosnia-Erzegovina, Macedonia, Kosovo, Montenegro, Serbia e Turchia, ma poiché la presunzione di sicurezza può variare nel tempo, la proposta obbligava la Commissione ad un riesame periodico delle situazioni interne dei Paesi dell’elenco.
Gli aspetti presi in considerazione per l'inserimento di nuovi POS erano:
- la presenza di un’adeguata protezione contro maltrattamenti e persecuzioni;
- una bassa percentuale di violazioni della CEDU nell’anno precedente;
- la bassa percentuale di domande di protezione ritenute fondate.

Tuttavia, con l’annullamento dei paragrafi 1 e 2 dell’articolo 29 è rimasta attiva solo l’applicazione delle liste nazionali che creeranno sempre delle difformità tra Stato e Stato.

### Le iniziative dell'UE per la cooperazione con paesi terzi
Fortemente incoraggiata è la cooperazione con i paesi terzi.
L’Unione ritiene fondamentale affiancare agli strumenti per la gestione dei flussi migratori anche appropriate misure di controllo e gestione all’origine del problema, agendo direttamente sulle regioni di transito o in cui nascono tali movimenti.
Il Consiglio europeo durante una riunione svoltasi il 25-26 giugno 2015 ha stabilito tre obbiettivi fondamentali:
- sviluppare una collaborazione con i paesi del continente africano;
- rafforzare la collaborazione con la Turchia e i paesi del Medio Oriente, per limitare soprattutto le conseguenze della crisi in Siria;
- affrontare le problematiche della cosiddetta “rotta balcanica”.

Come diretta conseguenza, già dal 2016 la collaborazione con i paesi africani sembrava aver prodotto un buon dialogo sia a livello continentale che bilaterale. A livello continentale, nel novembre 2015 al vertice della Valletta si ribadì la necessità di migliorare le condizioni dei rifugiati e di incentivare la loro integrazione all’interno delle comunità ospitanti. In tale occasione fu anche istituito un Fondo fiduciario d’emergenza dell’Unione europea per la stabilità e la lotto contro le cause profonde dell'immigrazione irregolare, il cosiddetto Emergency Trust Fund for Africa, con una dotazione di circa 1,8 miliardi di euro.
A livello bilaterale l’UE contribuisce alle riforme istituzionali e legislative, per creare e valorizzare le capacità nei paesi membri: fondamentali sono stati i partenariati con Marocco, Tunisia e Capo Verde.
Per quanto riguarda la regione meridionale, l’UE è fortemente impegnata a risolvere le problematiche derivanti dalla crisi dei rifugiati siriani: si registrano ogni anno circa 7.6 milioni di sfollati interni e più di 4 milioni di rifugiati siriani in Libano, Giordania e Turchia. La situazione è ulteriormente peggiorata dal 2015 a causa dell’incapacità di accoglienza di questi paesi. Fu anche istituito un "Fondo fiduciario regionale dell’UE in risposta alla crisi siriana", Madad Fund o EUTF Madad, di circa 1 miliardo di euro ripartito tra UE e membri con lo scopo di fornire sostegno ai paesi limitrofi di accoglienza dei rifugiati siriani. Alla Turchia furono destinati circa 7 miliardi di euro in qualità di Stato attraversato dai maggiori flussi migratori verso l’UE e ricevente il più alto numero di arrivi al mondo: circa 2 milioni all’anno. Durante il vertice a La Valletta dell’11/12 novembre 2015 fu istituito uno “Strumento per la Turchia a favore dei rifugiati”, successivamente rinominato “Strumento per i rifugiati in Turchia” nel 2016. Esso assegnava un importo di circa 3 miliardi di euro dal 1º gennaio 2016 alla Turchia per il sostegno ai siriani beneficiari di protezione temporanea e alle comunità di accoglienza. Inoltre, l’UE ha intensificato il sostegno ai paesi terzi dei Balcani occidentali, in quanto rotta utilizzata per l’ingresso dei migranti provenienti dalla Turchia: nel 2015 circa 88000 persone hanno raggiunto la Grecia per proseguire verso i paesi centrali dell’UE.

## L’istituto di Sanremo
L’Istituto internazionale di diritto umanitario che fa sede a Sanremo, precisamente a Villa Nobel, fu creato nel 1970.
Si tratta di un’istituzione considerata a livello internazionale come centro di eccellenza per la formazione e la ricerca nel campo del diritto internazionale. Il suo scopo primario è quello di tutelare i diritti fondamentali e la dignità della persona nelle situazioni di conflitto armato.
L’istituto ha lavorato in stretta collaborazione con molti enti governativi e non governativi come il Comitato internazionale della Croce Rossa, l’UNHCR, l’OIM, il Consiglio d’Europa, l’UE, l’UNESCO, la NATO, ecc. Il 26 settembre 1970 venne istituito formalmente l’Istituto internazionale di diritto umanitario avente come primo presidente Paolo Rossi e tredici paesi fondatori: Austria, Belgio, Francia, Germania, India, Iran, Italia, Jugoslavia, Principato di Monaco, Romania, Regno Unito, Stati Uniti e Svezia.

### L'Istituto e la collaborazione con il Consiglio d'Europa
L’Istituto ha sin dall’inizio goduto dell’appoggio di molte organizzazioni internazionali interessate alla promozione e protezione dei diritti dell’uomo.
Dal luglio 1972 iniziò una stretta collaborazione con il Consiglio d’Europa che affidò all’Istituto il compito di redigere un rapporto su “l’azione internazionale recente per lo sviluppo del diritto umanitario” in vista dell’aggiornamento delle Convenzioni di Ginevra, sotto la visione del professor Patrnogic. Il Consiglio affidò anche modiche sovvenzioni all’Istituto.

### L'Istituto e la collaborazione con l’ONU
Nel luglio 1972 il direttore della divisione diritti umani, Mark Schreiber fece visita all’Istituto e si colse l’occasione per organizzare a Sanremo un seminario su “I giovani e diritti dell’uomo” nel quale vennero proposti modelli educativi per coinvolgere meglio e sensibilizzare i giovani. La partecipazione fu mondiale con 31 governi e rappresentanti dell’UNESCO, del Consiglio d’Europa, della Lega degli Stati Arabi, dell’Organizzazione dell’Unità Africana e molte altre organizzazioni internazionali non governative. 

### L'Istituto e la collaborazione con la Comunità europea
Una forte collaborazione sin dalla metà degli anni ottanta si ebbe con la Comunità europea anche se sempre di tipo formale (inviti a convegni, scambio di informazioni, trasmissione di documenti ecc.)
Tali rapporti si sono intensificati a partire dal 1990 soprattutto grazie al sostegno economico fornito dalla Comunità europea in molte attività e programmi dell’Istituto.

### Il problema dei rifugiati e i piani d'azione dell'Istituto

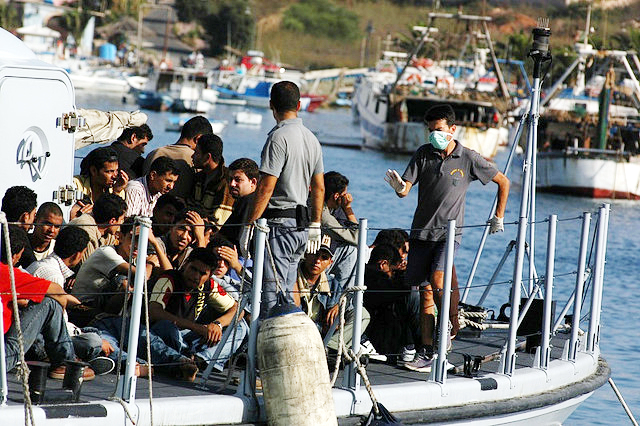
Immigrati a Lampedusa.

Dopo la seconda guerra mondiale il problema dei rifugiati ha iniziato ad assumere dimensioni sconcertanti in diverse aree del pianeta.
Si tratta della dolorosa esperienza di tutti coloro che sono costretti ad abbandonare la propria terra per sfuggire a guerre, persecuzioni ideologiche o razziali che caratterizzano sempre di più la nostra epoca.
Dal 1978 l’Istituto iniziò a seguire le problematiche derivanti da questi flussi migratori massicci, soprattutto nel sud-est asiatico.
Nel 1980, quando la situazione si stava notevolmente aggravando, si svolse a Manila una conferenza di esperti organizzata dall’Istituto in collaborazione con l’Università delle Filippine e l’Alto commissariato delle Nazioni Unite per i rifugiati.
Nel 1981 si tenne un colloquio a Sanremo che prese in esame le questioni giuridiche, sociali e organizzative inerenti all’assistenza e ai programmi di integrazione dei profughi, focalizzando l’attenzione sulla quantità degli esodi attivi nel mondo.
Nel 1981 sempre a Sanremo fu convocata una riunione per discutere dei grandi problemi derivanti dall’alto numero di richieste di asilo e sugli aspetti antecedenti gli esodi di massa. Si individuarono tre cause principali di fuga: 
- la violazione sistematica del diritto umanitario e dei diritti umani;
- i conflitti armati;
- le occupazioni straniere.

Inoltre, l’Istituto individuò la frammentaria situazione della normativa esistente in materia di espulsioni di massa di stranieri, perciò si tenne una nuova riunione sempre a Sanremo dove si stabilì che le espulsioni anche se motivate non devono recare sofferenza immotivata alle persone coinvolte.
L’esodo se necessario deve verificarsi in modo umano ed equo. L’Istituto tenne anche quattro seminari sull’asilo e sull’applicazione del diritto dei rifugiati nei Paesi arabi tra il 1984 e il 1992 con la collaborazione dell’UNHCR e la partecipazione di esperti provenienti da quindici paesi arabi. Constatando che la maggioranza dei rifugiati provenisse proprio da paesi islamici si sollecitarono i governi arabi all’adesione della Convenzione di Ginevra sui rifugiati del 1951 in attesa di una nuova Convenzione araba in materia. Nel 1982 a Sanremo si diede il via ad un'altra iniziativa: la diffusione di corsi concentrati sul diritto internazionale dei rifugiati nel quale si approfondivano le problematiche relative allo status di rifugiato e riguardanti l’asilo. Tali corsi erano indirizzati a funzionari governativi, personale degli organismi internazionali e delle ONG operanti nel settore. Alla fine del 2008 risultavano attivi 49 corsi a carattere generale e altri quattro avanzati sul diritto dei rifugiati, con oltre 2000 partecipanti provenienti da 161 paesi. Infine, dagli anni ottanta si è venuta a delineare una nuova minaccia, quella del terrorismo internazionale che insieme alle problematiche umanitarie legate al sottosviluppo (fame, malattie endemiche, l’AIDS ecc.) e alla conservazione dell’ecosistema mondiale costituiscono i nuovi temi fondamentali dell’Istituto.

## L’Italia
In Italia, secondo l'articolo 10 della Costituzione il rifugiato è definito: “Lo straniero, al quale sia impedito nel suo paese l'effettivo esercizio delle libertà democratiche garantite dalla Costituzione italiana, ha diritto d'asilo nel territorio della Repubblica secondo le condizioni stabilite dalla legge. Non è ammessa l'estradizione dello straniero per reati politici.”
Successivamente sono stati approvate nuove leggi e decreti in materia di migrazione e profughi. Tra i più importanti meritano un riconoscimento il decreto legislativo n. 142 del 18 agosto 2015 e il decreto legislativo n. 25 del 28 gennaio 2008. Quest'ultimo pone in Italia l’attuazione delle direttive poste dall'UE allo scopo di riconoscere e revocare lo status di rifugiato. Il decreto, entrato in vigore il 2 marzo 2008, passa in rassegna la procedura per esaminare le domande di protezione internazionale presentate nel territorio. Esso è costituito da 40 articoli suddivisi in sei capi: 
- Capo I: Le disposizioni generali
- Capo II: I principi fondamentali
- Capo III: Le procedure di primo grado
- Capo IV: La revoca, la cessazione o la rinuncia della protezione internazionale
- Capo V: Le procedure di impugnazione
- Capo VI: Le disposizioni finali

### L'entrata in vigore del D.Lgs. n. 142/2015
In Italia si è proceduto con l’attuazione alla direttiva 2013/33/UE con il decreto legislativo del n. 142 del 18 agosto 2015.
Tale intervento si è dimostrato significativo per uniformare le norme al sistema europeo di asilo con la possibilità di intervenire grazie l’attuazione dell’Agenda europea sull’immigrazione e l’asilo.

#### Il sistema di accoglienza generale
Il sistema generale di accoglienza definito nell’articolo 8 si suddivide in tre fasi:
- Stenino
- Prima accoglienza
- Seconda accoglienza

Le prime due fasi insieme all’identificazione degli stranieri può verificarsi nei centri di primo soccorso e assistenza (CPSA) istituiti nei luoghi maggiormente interessati dagli arrivi. Tuttavia il decreto non specifica nulla su ciò che riguarda tempi, modalità e tipologia di servizi che devono essere resi disponibili nei centri. A causa di queste gravi lacune della normativa sono facilmente presenti errori nella gestione: i centri infatti si trasformano spesso in vere opere di detenzione di migranti, violando i diritti e le tutele previste dalla Costituzione italiana.
Il regolamento UE prevede che, dopo la fase di soccorso, siano rilevate le impronte digitali di tutte le dita di ogni richiedente protezione internazionale di età non inferiore ai 14 anni nell’arco delle prime 72 ore dalla presentazione della domanda.
Infine si passa al sistema di accoglienza per richiedenti protezione internazionale che si articola in due fasi:
- Una prima fase di accoglienza presso le strutture previste dall’articolo 9 (centri governativi di accoglienza per richiedenti asilo) in cui si svolgono le operazioni di identificazione, verbalizzazione della domanda e accertamento delle condizioni di salute. Se la disponibilità dei posti è insufficiente si può accedere ad una sistemazione temporanea di emergenza presso i centri governativi previsti dall’articolo 11;
- Una seconda fase di accoglienza in cui il richiedente, che sia già stato identificato, abbia formalizzato la domanda e che sia privo di mezzi per la sussistenza, venga condotto in una delle strutture di accoglienza predisposte dagli enti locali e finanziata dal Ministero dell’interno, come da articolo 14.

#### Il sistema di accoglienza territoriale
Il sistema di protezione istituito ai sensi dell’articolo 1 del decreto legislativo del 30 dicembre 1989 n. 416 è concepito come l’unico sistema di accoglienza che si deve occupare sotto ogni aspetto (accoglienza materiale, legale, socio-culturale ecc.) di tutti i richiedenti asilo presenti nel territorio nazionale. L’articolo 14 sancisce che il richiedente che non dispone di mezzi di sussistenza che gli garantiscano una qualità di vita adeguata ha accesso, con i propri famigliari, alle misure di accoglienza del sistema di protezione per richiedenti asilo e rifugiati.
Nel caso di mancata disponibilità dei posti nel sistema territoriale SPRAR il richiedente sarà ospitato in un centro per il tempo necessario.
Le strutture previste nell’articolo 9 sono finalizzate alla sola prima accoglienza, mentre quelle dello SPRAR hanno il compito di soddisfare le esigenze essenziali dell’accoglienza (tutela legale, scolarizzazione dei minori, assistenza formativa e sanitaria, ecc.).
Nell’articolo 10 del decreto legislativo 142/2015 si è stabilito che nei centri provvisori deve essere assicurato:
- il rispetto della sfera privata (es. le differenze di genere)
- le esigenze dell’età
- la tutela della salute
- l’unità famigliare

Inoltre, si assicura anche la possibilità di comunicare con amici, parenti e enti di protezione.

#### La procedura per l'esame della domanda di protezione internazionale
Con il decreto legislativo 142/2015 vengono introdotte una serie di modifiche sulle modalità di svolgimento e nella verbalizzazione del colloquio con il richiedente protezione internazionale. Alla fine di tale colloquio sarà redatto un verbale che dovrà essere letto con interprete in modo che il richiedente possa far valere osservazioni o eventuali errori di traduzione o trascrizione. In caso di domanda presentata da un minore è prevista la presenza di un genitore o tutore durante il colloquio (o dell’eventuale personale di sostegno previsto) e solo in casi eccezionali e giustificati la Commissione territoriale può richiedere un secondo colloquio senza la presenza del genitore o tutore. Uno dei maggiori problemi riscontrati è sicuramente la lunga durata del procedimento di esame della domanda che comporta di conseguenza anche un aumento dei costi della procedura. Con il decreto legislativo 142/2015 viene introdotto un termine massimo per il completamento della procedura di esame fissato a sei mesi dal momento della consegna della domanda che può essere prorogato di altri nove mesi, nel caso in cui ci sia un intasamento per più richieste simultanee. Infine, solo in casi eccezionali e motivati il termine può ancora essere prorogato di altri tre mesi.